# Scordatura

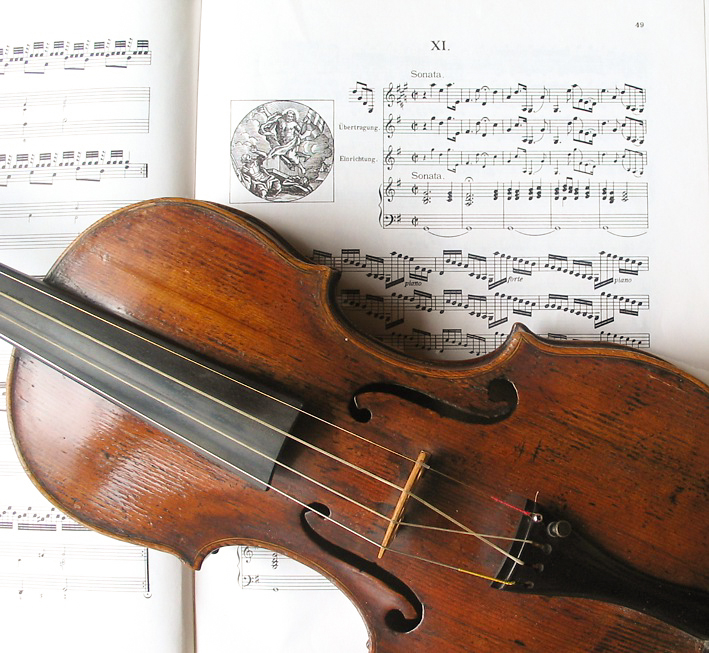
Un violino con le corde incrociate per la sonata in sol maggiore Resurrezione di H.I.F. von Biber

La  scordatura  è una tecnica adottata con gli strumenti a corda consistente in una accordatura diversa da quella normale per ottenere effetti inusuali, variare il timbro dello strumento o rendere possibile l'esecuzione di particolari accordi. 
Il primo utilizzo della scordatura viene attribuito al compositore e violinista Biagio Marini, nella sua Sonata Seconda d'inventione, per violino e basso continuo, tratta dall'Opera Ottava, pubblicata a Venezia nel 1626. 
Molte delle opere di Heinrich Ignaz Franz Biber, eccelso violinista della seconda metà del XVII secolo, impiegano la scordatura; in particolare vi è un intero ciclo, le Sonate del Rosario, per violino e basso continuo, dove solo il primo e l'ultimo brano (Passacaglia in sol minore per violino solo L'angelo custode) sono in accordatura ordinaria, mentre gli altri hanno ciascuno in una diversa accordatura. Forse il punto culminante della fantasia "accordativa" si raggiunge nella sonata detta Resurrezione, in cui, oltre ad aver abbassato di un tono le due corde superiori, si deve scambiare di posizione le due corde mediane dello strumento, incrociandole. 
Nel XVIII secolo, i compositori ed i musicisti sono meno interessati alle sperimentazioni nelle accordature che nel secolo precedente. Tra le opere più note composte con questa tecnica vi è il Concerto in Si bemolle a due cori con violino discordato di Antonio Vivaldi, dove la quarta corda del violino viene alzata di una terza e diventa un si♭.
La partitura originale della suite per violoncello n.5 di Bach prevede la prima corda abbassata di un tono, dal la al sol, anche se è eseguibile con l'accordatura normale. 
L'uso della scordatura è presente in misura minore anche negli autori tardo-romantici e contemporanei. Nella Danza Macabra di Saint-Saëns la corda del mi del violino solista è accordata in mi♭, al fine di conferire un'inquietante dissonanza alla composizione. Un altro esempio è dato dal terzo movimento di Contrasti, di Béla Bartók, in cui la corda mi viene accordata in mi♭ e la corda sol in sol♯. Ancora, la scordatura viene utilizzata nel secondo movimento della Quarta sinfonia, di Mahler, e nell'Uccello di fuoco e nella Sagra della primavera, di Stravinskij.